# 番荔枝
番荔枝（學名：Annona squamosa），又稱釋迦、佛頭果、佛果、释迦果、亚大菓子（指其果实）、亚大树（指果树）、林檎（广东潮汕地区）、唛螺陀（广西）、洋菠萝（广西龙州）、假菠萝（广西凭祥，因其外形与结构都酷似广西盛产的菠萝蜜）、番鬼荔枝（廣東粵語區、香港、澳門）、麻窝楂（云南德宏）或蜜檎（印尼西加里曼丹省）等，为番荔枝科番荔枝屬多年生半落葉性小喬木植物。多种植做经济作物，果肉白而甜。

## 形態外觀

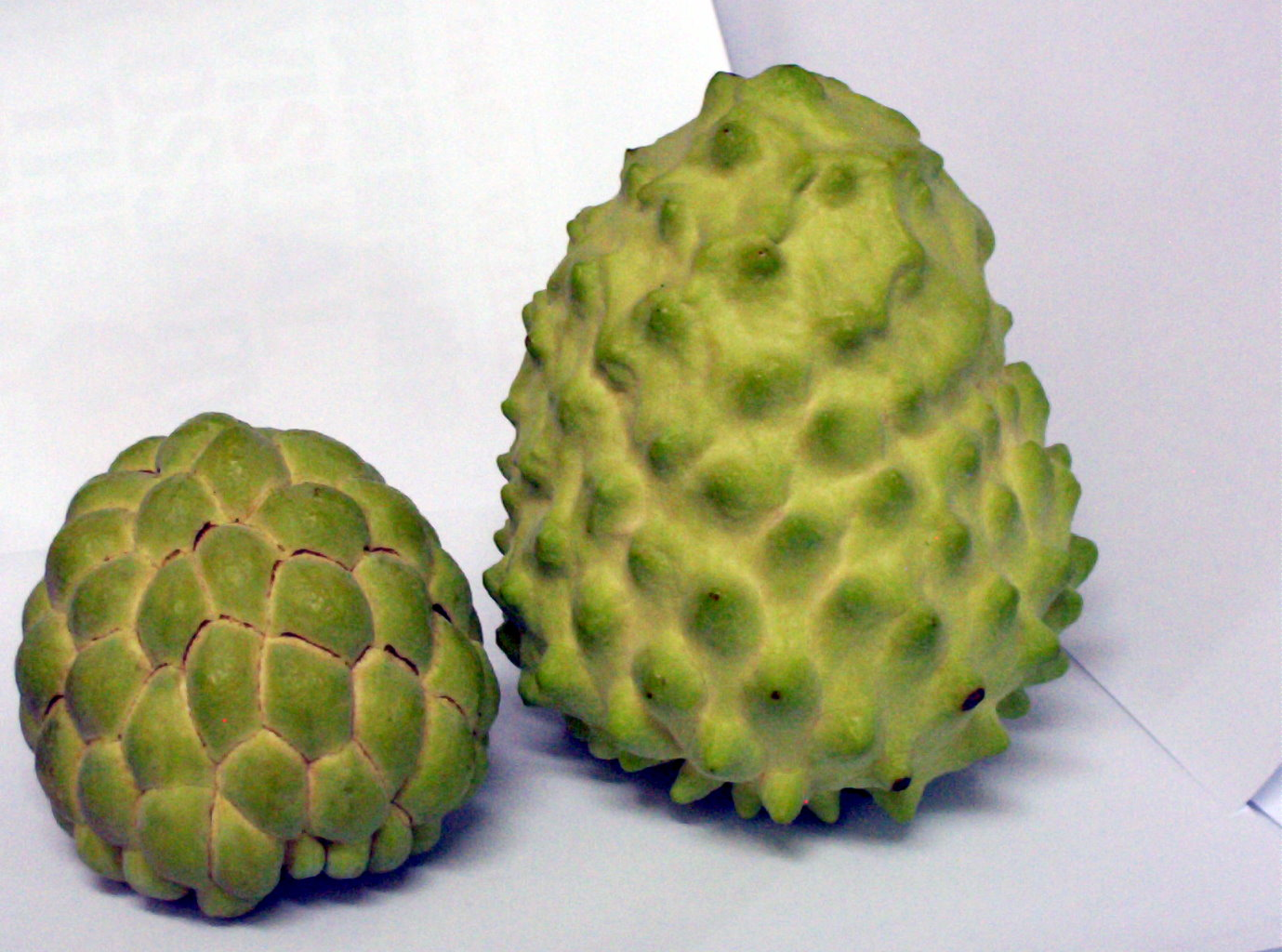
左為釋迦，右為鳳梨釋迦

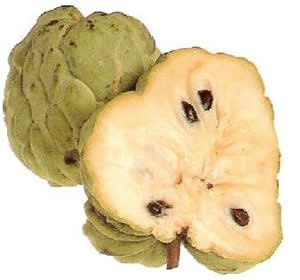
釋迦剖面

原產於熱帶美洲的釋迦，屬半落葉性小喬木，习性喜光、喜溫暖乾燥之氣候，土壤以排水良好之砂質壤土最適合，生育溫度以15～32℃間最佳，秋、冬季易結霜的地區，不適宜栽植。

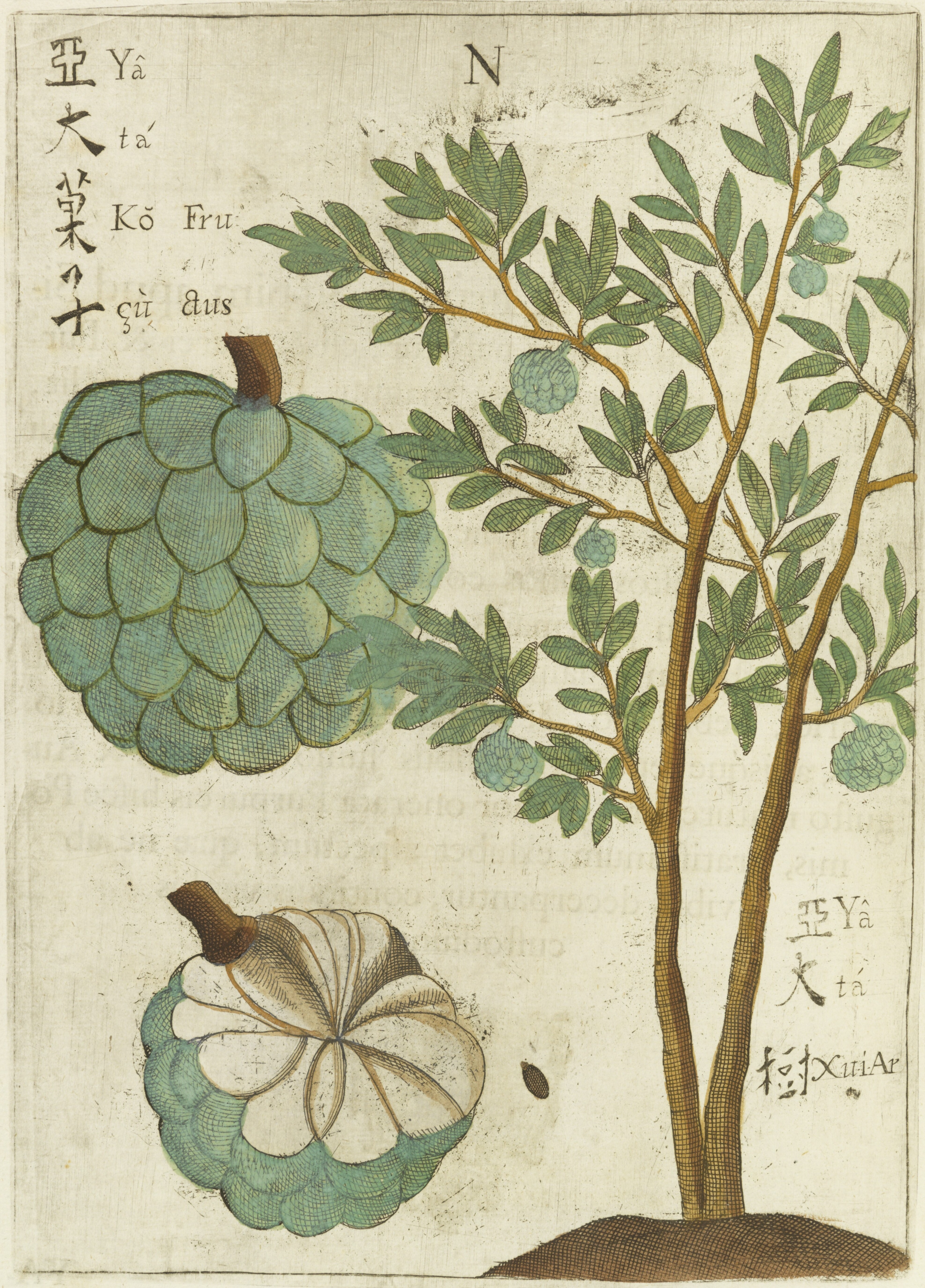
十七世纪波兰籍天主教耶稣会来华传教士卜弥格著作《Flora Sinensis》（译：中国植物志）笔下的亚大菓子和亞大𣗳（樹）

釋迦樹莖高3—5公尺，枝葉細密且低垂。單葉，互生無托葉，葉子正面深綠色反面為灰綠色。花通常著生於側枝頂端或基部，單花著生或一至五朵簇生於葉腋，4至9月開放，花瓣3枚呈橢圓長形，顏色淡綠花身下垂，散發濃厚的果香。番荔枝是兩性花，但雌雄異熟，尤以雌蕊先熟，影響自花授粉與著果甚鉅，且果實是聚合果，自然授粉著果率偏低，畸形果率高。
果實為聚生果，果皮表面呈圓形、心臟形、橢圓形或圓錐形，未熟果表為深綠色，成熟果實呈現淺綠色或綠黃色。釋迦種子為黑褐色橢圓形狀，光滑堅硬；果肉雪白口感綿密，香甜又帶點微酸。
常見病害有立枯病（包括褐根立枯病、根朽病、青枯病），主要影響夏期果的果疫病與黑腐病，以及七到十月中溫高濕度氣候容易發生的炭疽病。主要害蟲有薊馬、班螟蛾、介殼蟲、果實蠅等。
釋迦可以其它同属物种杂交栽培，如鳳梨釋迦（学名：Annona × atemoya）就是本种与秘鲁番荔枝（A. cherimola）的雜交種。

## 種植
釋迦適宜生長在砂質土、壤土或構造及排水良好的粘質壤土，因其根比一般果樹為淺，但土壤深度在１公尺左右最為理想。釋迦的理想酸鹼度（pH）為6.0-6.5之間，在此範圍內，土壤中有效性營養元素最容易被植物利用。由於釋迦喜愛溫暖乾燥的環境，秋冬低溫容易下霜雪處就不適合栽培釋迦且不利果實的產期調節；且釋迦根淺且枝葉較脆弱，容易因強風吹動使植株搖動，引起根部的損傷，忌諱栽種於向風及海邊風大處。。
目前全世界臺灣栽植最多。在臺灣，釋迦大多分佈於東部及南部，尤其以臺東所種植的釋迦最多。據農業年報統計，2020年，番荔枝（大目種）台灣栽植面積為2,750.63公頃，其中臺東縣為2,529.10公頃。。
釋迦於臺東縣栽植風土適應性良好，採集約經營，利用修剪及栽培管理技術之改進，矮化樹型及產期調節技術之開發與應用，使產期調節為一年兩收，供果時期延長，生產量增加，果形大，品質好，成為臺東縣特產經濟果樹。自2005年開始，中國大陸開放台灣水果外銷，釋迦一直是台灣外銷中國大陸的第一名，但主要出口者為鳳梨釋迦。
釋迦硬熟期適時採收的標準，須檢視果實表面的鱗目、色澤及鱗溝展開程度來判定。當鱗溝展開，呈現奶黃色時，表示已可採收。如果實成熟度不足便採下，釋迦果會無法正常軟熟，反而變黑而無商品及食用價值。
釋迦果實為高呼吸率（呼吸率高的水果儲存期較短），採收下的釋迦果建議保存在凉爽、遮蔭、通風處，於室內室溫下可軟熟，但如置於PE塑膠袋密封或10℃以下（如放入冰箱冷藏），將變成啞巴果變黑變硬。如欲加速軟熟，可嘗試以報紙包裹。
長程運輸需以冷藏保持12℃或以乙烯吸收劑保鮮，可維持10—15天（鳳梨釋迦溫度可降至5℃以上）。
當釋迦果實開始變軟即可食用，最適食用的軟熟度為用手可輕易對半剝開，果肉乳白而綿軟；如過熟果肉將過於液化，口感不佳。已軟熟的果實存放在冰箱冷藏可延長保存時間，亦可將果肉冷凍成釋迦冰食用。

## 營養價值
釋迦含有碳水化合物、蛋白質、維生素C、維生素B1、維生素B2、維生素B6、維生素C、鈉、鉀、鈣、鎂、磷、鐵、鋅、鐵等，熱量為94至105.35 kcal/百公克。但因其糖分極高，糖尿病或顧慮熱量攝取者可徵詢專家意見。

## 藥用價值
釋迦種子、葉片、樹皮均含有生物鹼，可治療赤痢。釋迦種子含有黃色乾性油，可以用來殺蝨洗髮。葉片磨成粉末可治療癬疥及作為拔膿劑。
但是，根據台灣學者的研究，若食用種子、葉片、樹皮等Acetogenin含量多的位置，可能會導致非典型巴金森病，此種物質會造成粒線體斷裂與細胞凋亡。

## 歷史

### 臺灣
原產於熱帶美洲的釋迦，根據臺灣府誌記載是由荷蘭人引種入臺栽培，至今有400多年以上的歷史。最初試種於台南作為庭院果樹，但因幼果外表頗似荔枝，又因為自「番邦」引入，故又稱為「番鬼荔枝」。因果實似釋迦牟尼佛頭飾物，所以又俗稱釋迦。但釋迦之名也可能是來自印尼語srikaya，可能是臺灣人以音譯稱呼此一由荷蘭人自印尼引進的水果。

## 延伸阅读
[在维基数据编辑]
 《植物名實圖考·番荔枝》，出自吳其濬《植物名實圖考》

## 外部連結
- 番荔枝, Fanlizhi （页面存档备份，存于） 藥用植物圖像數據庫（香港浸會大學中醫藥學院）（繁體中文）（英文）